# Mistrzostwa Świata Juniorek w Hokeju na Lodzie 2023 (II Dywizja)
Mistrzostwa Świata Juniorek w Hokeju na Lodzie 2023 odbyły się w dwóch państwach: w Brytyjskim (Dumfries) oraz w Bułgarii (Sofia). Zawody grupy A zostały rozegrane w dniach 21–27 stycznia 2023, natomiast zmagania grupy B rozegrane zostały w dniach 26 stycznia–1 lutego 2023 roku.
W mistrzostwach drugiej dywizji uczestniczyło 12 zespołów, które zostały podzielone na dwie grupy po 6 zespołów. Rozgrywały one mecze systemem każdy z każdym. Pierwsza drużyna turnieju grupy A awansowała do pierwszej dywizji grupy B, ostatni zespół grupy A grał w grupie B, zastępując zwycięzcę turnieju grupy B.
Hale, w których odbyły się zawody, to:
- Ice Bowl (Dumfries)
- Zimowy Pałac Sportu (Sofia)

## Grupa A
Do mistrzostw świata dywizji IB w 2024 z Dywizji IIA awansowała najlepsza reprezentacja. Ostatni zespół został zdegradowany.
| 21 stycznia 2023 | Australia | 3:1 | Turcja | Ice Bowl, Dumfries |

| Szczegóły      | Szczegóły                                                            | Szczegóły       | Szczegóły            | Szczegóły                                                                                                 |
| -------------- | -------------------------------------------------------------------- | --------------- | -------------------- | --- |
| Godzina: 13:00 | T. Baker (EQ) 24:31 M. Lukowiak (EQ) 52:57 P. Roberts (EQ/ENG) 59:43 | (0:1, 1:0, 2:0) | 14:24 (EQ) M. Arslan | Widzów: 127 Sędzia główny: Anneke Katharina Orlandini Sędziowie liniowi: Monika Szpyt-Jucha Yean Hui Woon |
| Godzina: 13:00 | 4 min. kar                                                           |                 | 6 min. kar           | Widzów: 127 Sędzia główny: Anneke Katharina Orlandini Sędziowie liniowi: Monika Szpyt-Jucha Yean Hui Woon |

| 21 stycznia 2023 | Meksyk | 1:6 | Łotwa | Ice Bowl, Dumfries |

| Szczegóły      | Szczegóły           | Szczegóły       | Szczegóły | Szczegóły                                                                                   |
| -------------- | ------------------- | --------------- | --- | ------------------------------------------------------------------------------------------- |
| Godzina: 16:30 | N. Salas (EQ) 08:54 | (1:2, 0:2, 0:2) | 09:32 (EQ) L. Rulle 10:22 (PP) L. Rulle 20:47 (EQ) L. Rulle 32:26 (SH) L. Rulle 43:03 (SH) L. Rulle 46:33 (EQ) K. Ozola | Widzów: 135 Sędzia główny: Philippa Mackinnon Sędziowie liniowi: Cheung Oi Lam Kumiko Okuda |
| Godzina: 16:30 | 39 min. kar         |                 | 14 min. kar | Widzów: 135 Sędzia główny: Philippa Mackinnon Sędziowie liniowi: Cheung Oi Lam Kumiko Okuda |

| 21 stycznia 2023 | Holandia | 3:1 | Wielka Brytania | Ice Bowl, Dumfries |

| Szczegóły      | Szczegóły                                                            | Szczegóły       | Szczegóły           | Szczegóły                                                                             |
| -------------- | -------------------------------------------------------------------- | --------------- | ------------------- | ------------------------------------------------------------------------------------- |
| Godzina: 20:00 | E. Olsthoorn (SH) 49:08 R. Karst (PP) 58:58 N. Visser (EQ/ENG) 59:49 | (0:1, 0:0, 3:0) | 17:02 (EQ) J. Jones | Widzów: 263 Sędzia główny: Reica Staiger Sędziowie liniowi: Hanna Oberg Harriet Weegh |
| Godzina: 20:00 | 4 min. kar                                                           |                 | 8 min. kar          | Widzów: 263 Sędzia główny: Reica Staiger Sędziowie liniowi: Hanna Oberg Harriet Weegh |

| 22 stycznia 2023 | Turcja | 3:2 pk. | Meksyk | Ice Bowl, Dumfries |

| Szczegóły      | Szczegóły                                                      | Szczegóły                 | Szczegóły                                     | Szczegóły                                                                                  |
| -------------- | -------------------------------------------------------------- | ------------------------- | --------------------------------------------- | ------------------------------------------------------------------------------------------ |
| Godzina: 13:00 | M. Arslan (PP) 33:56 S. Yavuz (EQ) 49:45 İ. Bozbei (GWG) 65:00 | (0:0, 1:0, 1:2, 0:0, 1:0) | 44:23 (EQ) S. Lemarroy 58:33 (EQ) X. Gonzalez | Widzów: - Sędzia główny: Philippa Mackinnon Sędziowie liniowi: Harriet Weegh Yean Hui Woon |
| Godzina: 13:00 | 29 min. kar                                                    |                           | 2 min. kar                                    | Widzów: - Sędzia główny: Philippa Mackinnon Sędziowie liniowi: Harriet Weegh Yean Hui Woon |

| 22 stycznia 2023 | Australia | 4:0 | Holandia | Ice Bowl, Dumfries |

| Szczegóły      | Szczegóły                                                                           | Szczegóły       | Szczegóły   | Szczegóły                                                                             |
| -------------- | ----------------------------------------------------------------------------------- | --------------- | ----------- | ------------------------------------------------------------------------------------- |
| Godzina: 16:30 | E. Marshall (EQ) 00:44 N. Dube (PP) 03:28 N. Dube (PP) 14:42 M. Lukowiak (EQ) 27:06 | (3:0, 1:0, 0:0) |             | Widzów: 175 Sędzia główny: Sinem Turkmen Sędziowie liniowi: Cheung Oi Lam Hanna Oberg |
| Godzina: 16:30 | 10 min. kar                                                                         |                 | 14 min. kar | Widzów: 175 Sędzia główny: Sinem Turkmen Sędziowie liniowi: Cheung Oi Lam Hanna Oberg |

| 22 stycznia 2023 | Wielka Brytania | 2:3 pk. | Łotwa | Ice Bowl, Dumfries |

| Szczegóły      | Szczegóły                                 | Szczegóły                 | Szczegóły                                                              | Szczegóły                                                                                                 |
| -------------- | ----------------------------------------- | ------------------------- | ---------------------------------------------------------------------- | --- |
| Godzina: 20:00 | K. Dadd (EQ) 47:02 R. Newlands (EQ) 59:55 | (0:0, 0:0, 2:2, 0:0, 0:1) | 41:11 (EQ) H. Strause 58:39 (PP) K. P. Zelubovska 65:00 (GWG) L. Rulle | Widzów: 323 Sędzia główny: Anneke Katharina Orlandini Sędziowie liniowi: Reica Staiger Monika Szpyt-Jucha |
| Godzina: 20:00 | 14 min. kar                               |                           | 8 min. kar                                                             | Widzów: 323 Sędzia główny: Anneke Katharina Orlandini Sędziowie liniowi: Reica Staiger Monika Szpyt-Jucha |

| 24 stycznia 2023 | Holandia | 1:2 pd. | Łotwa | Ice Bowl, Dumfries |

| Szczegóły      | Szczegóły               | Szczegóły            | Szczegóły                               | Szczegóły                                                                                  |
| -------------- | ----------------------- | -------------------- | --------------------------------------- | ------------------------------------------------------------------------------------------ |
| Godzina: 13:00 | E. Olsthoorn (EQ) 49:19 | (0:0, 0:0, 1:1, 0:1) | 58:38 (EQ) L. Rulle 63:17 (EQ) L. Rulle | Widzów: 215 Sędzia główny: Philippa Mackinnon Sędziowie liniowi: Cheung Oi Lam Hanna Oberg |
| Godzina: 13:00 | 4 min. kar              |                      | 4 min. kar                              | Widzów: 215 Sędzia główny: Philippa Mackinnon Sędziowie liniowi: Cheung Oi Lam Hanna Oberg |

| 24 stycznia 2023 | Australia | 5:2 | Meksyk | Ice Bowl, Dumfries |

| Szczegóły      | Szczegóły                                                                                             | Szczegóły       | Szczegóły                                    | Szczegóły                                                                                    |
| -------------- | --- | --------------- | -------------------------------------------- | -------------------------------------------------------------------------------------------- |
| Godzina: 16:30 | N. Dube (EQ) 10:56 P. Roberts (EQ) 16:23 N. Dube (EQ) 37:15 H. Cryan (EQ) 53:26 C. Mahoney (EQ) 59:48 | (2:1, 1:1, 2:0) | 10:30 (EQ) R. Labastida 32:57 (EQ) L. Wilson | Widzów: 177 Sędzia główny: Sinem Turkmen Sędziowie liniowi: Monika Szpyt-Jucha Harriet Weegh |
| Godzina: 16:30 | 2 min. kar                                                                                            |                 | 8 min. kar                                   | Widzów: 177 Sędzia główny: Sinem Turkmen Sędziowie liniowi: Monika Szpyt-Jucha Harriet Weegh |

| 24 stycznia 2023 | Wielka Brytania | 3:1 | Turcja | Ice Bowl, Dumfries |

| Szczegóły      | Szczegóły                                                   | Szczegóły       | Szczegóły             | Szczegóły                                                                             |
| -------------- | ----------------------------------------------------------- | --------------- | --------------------- | ------------------------------------------------------------------------------------- |
| Godzina: 20:00 | E. Rees (EQ) 23:26 E. Rees (EQ) 32:05 E. Patrick (EQ) 39:35 | (0:1, 3:0, 0:0) | 11:48 (EQ) A. Şenyuva | Widzów: 246 Sędzia główny: Reica Staiger Sędziowie liniowi: Hanna Oberg Yean Hui Woon |
| Godzina: 20:00 | 27 min. kar                                                 |                 | 12 min. kar           | Widzów: 246 Sędzia główny: Reica Staiger Sędziowie liniowi: Hanna Oberg Yean Hui Woon |

| 26 stycznia 2023 | Turcja | 1:2 | Holandia | Ice Bowl, Dumfries |

| Szczegóły      | Szczegóły            | Szczegóły       | Szczegóły                                     | Szczegóły                                                                               |
| -------------- | -------------------- | --------------- | --------------------------------------------- | --------------------------------------------------------------------------------------- |
| Godzina: 13:00 | M. Arslan (EQ) 23:15 | (0:0, 1:2, 0:0) | 29:42 (EQ) B. Koumans 39:34 (PP) E. Olsthoorn | Widzów: 287 Sędzia główny: Reica Staiger Sędziowie liniowi: Harriet Weegh Yean Hui Woon |
| Godzina: 13:00 | 4 min. kar           |                 | 2 min. kar                                    | Widzów: 287 Sędzia główny: Reica Staiger Sędziowie liniowi: Harriet Weegh Yean Hui Woon |

| 26 stycznia 2023 | Łotwa | 2:3 | Australia | Ice Bowl, Dumfries |

| Szczegóły      | Szczegóły                                     | Szczegóły       | Szczegóły                                                       | Szczegóły                                                                                               |
| -------------- | --------------------------------------------- | --------------- | --------------------------------------------------------------- | --- |
| Godzina: 16:30 | E. Jakovleva (PP) 31:15 H. Strause (SH) 37:10 | (0:1, 2:2, 0:0) | 10:58 (PP) C. Mahoney 22:19 (EQ) C. Mahoney 24:32 (EQ) E. Holub | Widzów: 113 Sędzia główny: Anneke Katharina Orlandini Sędziowie liniowi: Hanna Oberg Monika Szpyt-Jucha |
| Godzina: 16:30 | 8 min. kar                                    |                 | 10 min. kar                                                     | Widzów: 113 Sędzia główny: Anneke Katharina Orlandini Sędziowie liniowi: Hanna Oberg Monika Szpyt-Jucha |

| 26 stycznia 2023 | Meksyk | 0:3 | Wielka Brytania | Ice Bowl, Dumfries |

| Szczegóły      | Szczegóły   | Szczegóły       | Szczegóły                                                            | Szczegóły                                                                               |
| -------------- | ----------- | --------------- | -------------------------------------------------------------------- | --------------------------------------------------------------------------------------- |
| Godzina: 20:00 |             | (0:0, 0:1, 0:2) | 36:39 (EQ) R. Newlands 43:42 (EQ) C. McGregor 58:25 (EQ) R. Newlands | Widzów: 145 Sędzia główny: Sinem Turkmen Sędziowie liniowi: Cheung Oi Lam Harriet Weegh |
| Godzina: 20:00 | 12 min. kar |                 | 6 min. kar                                                           | Widzów: 145 Sędzia główny: Sinem Turkmen Sędziowie liniowi: Cheung Oi Lam Harriet Weegh |

| 27 stycznia 2023 | Łotwa | 1:0 | Turcja | Ice Bowl, Dumfries |

| Szczegóły      | Szczegóły           | Szczegóły       | Szczegóły  | Szczegóły                                                                                    |
| -------------- | ------------------- | --------------- | ---------- | -------------------------------------------------------------------------------------------- |
| Godzina: 13:00 | L. Rulle (EQ) 17:40 | (1:0, 0:0, 0:0) |            | Widzów: 156 Sędzia główny: Reica Staiger Sędziowie liniowi: Monika Szpyt-Jucha Harriet Weegh |
| Godzina: 13:00 | 4 min. kar          |                 | 8 min. kar | Widzów: 156 Sędzia główny: Reica Staiger Sędziowie liniowi: Monika Szpyt-Jucha Harriet Weegh |

| 27 stycznia 2023 | Holandia | 3:1 | Meksyk | Ice Bowl, Dumfries |

| Szczegóły      | Szczegóły                                                                        | Szczegóły       | Szczegóły            | Szczegóły                                                                                  |
| -------------- | -------------------------------------------------------------------------------- | --------------- | -------------------- | ------------------------------------------------------------------------------------------ |
| Godzina: 16:30 | I. van der Meijden (EQ) 05:09 D. Roobol (EQ) 24:01 I. van der Meijden (EQ) 48:17 | (1:0, 1:1, 1:0) | 22:45 (EQ) L. Wilson | Widzów: 133 Sędzia główny: Philippa Mackinnon Sędziowie liniowi: Cheung Oi Lam Hanna Oberg |
| Godzina: 16:30 | 0 min. kar                                                                       |                 | 2 min. kar           | Widzów: 133 Sędzia główny: Philippa Mackinnon Sędziowie liniowi: Cheung Oi Lam Hanna Oberg |

| 27 stycznia 2023 | Wielka Brytania | 2:1 | Australia | Ice Bowl, Dumfries |

| Szczegóły      | Szczegóły                               | Szczegóły       | Szczegóły              | Szczegóły                                                                                                 |
| -------------- | --------------------------------------- | --------------- | ---------------------- | --- |
| Godzina: 20:00 | M. Forbes (EQ) 25:12 E. Rees (EQ) 39:14 | (0:1, 2:0, 0:0) | 08:28 (EQ) E. Marshall | Widzów: 477 Sędzia główny: Anneke Katharina Orlandini Sędziowie liniowi: Reica Staiger Monika Szpyt-Jucha |
| Godzina: 20:00 | 8 min. kar                              |                 | 2 min. kar             | Widzów: 477 Sędzia główny: Anneke Katharina Orlandini Sędziowie liniowi: Reica Staiger Monika Szpyt-Jucha |

Tabela
| Lp. | Zespół          | M | Pkt | Z | Zd | Pd | P | G+ | G- | +/− |
| --- | --------------- | - | --- | - | -- | -- | - | -- | -- | --- |
| 1   | Australia       | 5 | 12  | 4 | 0  | 0  | 1 | 16 | 7  | +9  |
| 2   | Łotwa           | 5 | 10  | 2 | 2  | 0  | 1 | 14 | 7  | +7  |
| 3   | Holandia        | 5 | 10  | 3 | 0  | 1  | 1 | 9  | 9  | 0   |
| 4   | Wielka Brytania | 5 | 10  | 3 | 0  | 1  | 1 | 11 | 8  | +3  |
| 5   | Turcja          | 5 | 2   | 0 | 1  | 0  | 4 | 6  | 11 | -5  |
| 6   | Meksyk          | 5 | 1   | 0 | 0  | 1  | 4 | 6  | 20 | -14 |

    = awans do Dywizji IB     = utrzymanie w Dywizji IIA     = spadek do Dywizji IIB
Statystyki indywidualne
- Klasyfikacja strzelców:  Linda Rulle: 8 goli[1]
- Klasyfikacja asystentów:  Courtney Mahoney: 4 asysty[2]
- Klasyfikacja kanadyjska:  Linda Rulle: 10 punktów[3]
- Klasyfikacja kanadyjska obrońców:  Ellin Rees: 6 punktów[4]
- Klasyfikacja +/−:  Hanna Strause:+7[5]
- Klasyfikacja skuteczności interwencji bramkarzy:  Kayla Poole: 96,23%[6]
- Klasyfikacja średniej goli straconych na mecz bramkarzy:  Kayla Poole: 0,78
- Klasyfikacja minut kar:  Katy Dadd
 Ximena Gonzalez: 29 minut[7]

Nagrody indywidualne
Dyrektoriat turnieju wybrał trójkę najlepszych zawodników, po jednym na każdej pozycji:
- Bramkarz:  Azra Sert
- Obrońca:  Roos Karst
- Napastnik:  Linda Rulle

## Grupa B
Do mistrzostw świata dywizji IIA w 2024 z Dywizji IIB awansowała najlepsza reprezentacja.
| 26 stycznia 2023 | Islandia | 2:3 pd. | Belgia | Zimowy Pałac Sportu, Sofia |

| Szczegóły      | Szczegóły                                                 | Szczegóły            | Szczegóły                                                        | Szczegóły                                                                                         |
| -------------- | --------------------------------------------------------- | -------------------- | ---------------------------------------------------------------- | ------------------------------------------------------------------------------------------------- |
| Godzina: 16:30 | E. Gardarsdottir (EQ) 22:08 M. Kristjánsdóttir (EQ) 26:50 | (0:1, 2:1, 0:0, 0:1) | 06:19 (PP) A. van Hoof 26:57 (EQ) A. Steeno 62:14 (EQ) A. Steeno | Widzów: 60 Sędzia główny: Mei See Diana Foo Sędziowie liniowi: Natalie Bublova Hanna-Sophie Wacik |
| Godzina: 16:30 | 4 min. kar                                                |                      | 6 min. kar                                                       | Widzów: 60 Sędzia główny: Mei See Diana Foo Sędziowie liniowi: Natalie Bublova Hanna-Sophie Wacik |

| 26 stycznia 2023 | Estonia | 0:6 | Bułgaria | Zimowy Pałac Sportu, Sofia |

| Szczegóły      | Szczegóły   | Szczegóły       | Szczegóły | Szczegóły                                                                                 |
| -------------- | ----------- | --------------- | --- | ----------------------------------------------------------------------------------------- |
| Godzina: 20:00 |             | (0:4, 0:2, 0:0) | 05:32 (SH) M. Runewska 12:38 (EQ) P. Petrowa 16:12 (PP) P. Petrowa 19:04 (EQ) P. Petrowa 28:22 (EQ) S. Asparuchowa 38:34 (PP) M. Georgiewa | Widzów: 560 Sędzia główny: Ingeborg Holm-Rodal Sędziowie liniowi: Dana Ilić Hanna Persson |
| Godzina: 20:00 | 14 min. kar |                 | 8 min. kar | Widzów: 560 Sędzia główny: Ingeborg Holm-Rodal Sędziowie liniowi: Dana Ilić Hanna Persson |

| 27 stycznia 2023 | Islandia | 2:1 | Nowa Zelandia | Zimowy Pałac Sportu, Sofia |

| Szczegóły      | Szczegóły                                            | Szczegóły       | Szczegóły           | Szczegóły                                                                                    |
| -------------- | ---------------------------------------------------- | --------------- | ------------------- | -------------------------------------------------------------------------------------------- |
| Godzina: 13:00 | E. Hlynsdóttir (EQ) 13:07 A. Bjarnadottir (EQ) 31:25 | (1:0, 1:0, 0:1) | 48:39 (EQ) K. Blong | Widzów: 105 Sędzia główny: Mei See Diana Foo Sędziowie liniowi: Natalie Bublova Csilla Péter |
| Godzina: 13:00 | 0 min. kar                                           |                 | 0 min. kar          | Widzów: 105 Sędzia główny: Mei See Diana Foo Sędziowie liniowi: Natalie Bublova Csilla Péter |

| 27 stycznia 2023 | Belgia | 7:0 | Estonia | Zimowy Pałac Sportu, Sofia |

| Szczegóły      | Szczegóły | Szczegóły       | Szczegóły  | Szczegóły                                                                                               |
| -------------- | --- | --------------- | ---------- | --- |
| Godzina: 16:30 | F. Sempels (EQ) 22:40 L. Paulissen (EQ) 24:24 C. Sommerschuh (EQ) 25:08 F. Sempels (EQ) 33:05 C. Sommerschuh (EQ) 37:00 L. Paulissen (EQ) 38:30 L. Paulissen (EQ) 58:32 | (0:0, 6:0, 1:0) |            | Widzów: 145 Sędzia główny: Karin Williner Sędziowie liniowi: Ingibjörg Hjartardóttir Hanna-Sophie Wacik |
| Godzina: 16:30 | 4 min. kar |                 | 8 min. kar | Widzów: 145 Sędzia główny: Karin Williner Sędziowie liniowi: Ingibjörg Hjartardóttir Hanna-Sophie Wacik |

| 27 stycznia 2023 | Kazachstan | 8:1 | Bułgaria | Zimowy Pałac Sportu, Sofia |

| Szczegóły      | Szczegóły | Szczegóły       | Szczegóły              | Szczegóły                                                                          |
| -------------- | --- | --------------- | ---------------------- | ---------------------------------------------------------------------------------- |
| Godzina: 20:00 | A. Filimonowa (EQ) 01:43 S. Zubkowa (EQ) 02:14 M. Nussupowa (EQ) 05:14 A. Żiwotowskaja (EQ) 11:30 D. Chochłowa (EQ) 15:11 K. Meskini (PP) 31:40 M. Nussupowa (EQ) 38:13 S. Tokkoża (EQ) 53:56 | (5:0, 2:1, 1:0) | 23:26 (PP) M. Runewska | Widzów: 670 Sędzia główny: Krysta Ansell Sędziowie liniowi: Merve Arinci Dana Ilić |
| Godzina: 20:00 | 12 min. kar |                 | 12 min. kar            | Widzów: 670 Sędzia główny: Krysta Ansell Sędziowie liniowi: Merve Arinci Dana Ilić |

| 28 stycznia 2023 | Nowa Zelandia | 1:7 | Kazachstan | Zimowy Pałac Sportu, Sofia |

| Szczegóły      | Szczegóły           | Szczegóły       | Szczegóły | Szczegóły                                                                                         |
| -------------- | ------------------- | --------------- | --- | ------------------------------------------------------------------------------------------------- |
| Godzina: 16:30 | K. Blong (EQ) 43:30 | (0:2, 0:2, 1:3) | 12:18 (PP) S. Rakowskaja 13:29 (EQ) M. Nussupowa 23:53 (EQ) S. Zubkowa 28:22 (EQ) S. Zubkowa 45:07 (EQ) S. Zubkowa 49:10 (EQ) S. Zubkowa 52:37 (EQ) M. Nussupowa | Widzów: 130 Sędzia główny: Karin Williner Sędziowie liniowi: Merve Arinci Ingibjörg Hjartardóttir |
| Godzina: 16:30 | 6 min. kar          |                 | 8 min. kar | Widzów: 130 Sędzia główny: Karin Williner Sędziowie liniowi: Merve Arinci Ingibjörg Hjartardóttir |

| 29 stycznia 2023 | Islandia | 8:1 | Estonia | Zimowy Pałac Sportu, Sofia |

| Szczegóły      | Szczegóły | Szczegóły       | Szczegóły            | Szczegóły                                                                                        |
| -------------- | --- | --------------- | -------------------- | ------------------------------------------------------------------------------------------------ |
| Godzina: 13:00 | I. Aradottir (EQ) 04:32 I. Aradottir (EQ) 29:06 A. Bjarnadottir (EQ) 35:10 M. Sulova (EQ) 38:35 E. Sigfinnsdottir (EQ) 41:24 I. Aradottir (EQ) 57:05 M. Sulova (EQ) 59:34 D. Teitsdottir (EQ) 59:59 | (1:0, 3:0, 4:1) | 53:50 (EQ) A. Geller | Widzów: 50 Sędzia główny: Ingeborg Holm-Rodal Sędziowie liniowi: Csilla Péter Hanna-Sophie Wacik |
| Godzina: 13:00 | 4 min. kar |                 | 4 min. kar           | Widzów: 50 Sędzia główny: Ingeborg Holm-Rodal Sędziowie liniowi: Csilla Péter Hanna-Sophie Wacik |

| 29 stycznia 2023 | Kazachstan | 5:3 | Belgia | Zimowy Pałac Sportu, Sofia |

| Szczegóły      | Szczegóły | Szczegóły       | Szczegóły                                                                     | Szczegóły                                                                                         |
| -------------- | --- | --------------- | ----------------------------------------------------------------------------- | ------------------------------------------------------------------------------------------------- |
| Godzina: 16:30 | S. Rakowskaja (EQ) 04:53 S. Zubkowa (EQ) 09:31 K. Kruchołskaja (PP) 44:20 S. Zubkowa (EQ) 47:30 S. Zubkowa (EQ) 57:05 | (2:1, 0:2, 3:0) | 09:44 (EQ) A. van Hoof 26:47 (EQ) A. Azitemina Kudidila 37:40 (PP) F. Sempels | Widzów: 150 Sędzia główny: Krysta Ansell Sędziowie liniowi: Ingibjörg Hjartardóttir Hanna Persson |
| Godzina: 16:30 | 4 min. kar |                 | 4 min. kar                                                                    | Widzów: 150 Sędzia główny: Krysta Ansell Sędziowie liniowi: Ingibjörg Hjartardóttir Hanna Persson |

| 29 stycznia 2023 | Nowa Zelandia | 4:2 | Bułgaria | Zimowy Pałac Sportu, Sofia |

| Szczegóły      | Szczegóły                                                                              | Szczegóły       | Szczegóły                                        | Szczegóły                                                                              |
| -------------- | -------------------------------------------------------------------------------------- | --------------- | ------------------------------------------------ | -------------------------------------------------------------------------------------- |
| Godzina: 20:00 | K. Blong (EQ) 02:23 I. Lewis (EQ) 13:09 K. Blong (PP) 48:16 P. Bennetts (EQ/ENG) 59:26 | (2:1, 0:1, 2:0) | 19:48 (EQ) M. Runewska 25:41 (EQ) S. Asparuchowa | Widzów: 940 Sędzia główny: Karin Williner Sędziowie liniowi: Natalie Bublova Dana Ilić |
| Godzina: 20:00 | 6 min. kar                                                                             |                 | 10 min. kar                                      | Widzów: 940 Sędzia główny: Karin Williner Sędziowie liniowi: Natalie Bublova Dana Ilić |

| 31 stycznia 2023 | Estonia | 0:8 | Kazachstan | Zimowy Pałac Sportu, Sofia |

| Szczegóły      | Szczegóły   | Szczegóły       | Szczegóły | Szczegóły                                                                                     |
| -------------- | ----------- | --------------- | --- | --------------------------------------------------------------------------------------------- |
| Godzina: 13:00 |             | (0:3, 0:4, 0:1) | 07:07 (EQ) A. Żiwotowskaja 11:09 (EQ) M. Nussupowa 15:19 (EQ) M. Kiszekejewa 21:35 (EQ) S. Zubkowa 25:58 (EQ) A. Filimonowa 29:23 (EQ) S. Zubkowa 38:47 (EQ) A. Żakulina 59:18 (EQ) S. Tokkoża | Widzów: 50 Sędzia główny: Ingeborg Holm-Rodal Sędziowie liniowi: Dana Ilić Hanna-Sophie Wacik |
| Godzina: 13:00 | 10 min. kar |                 | 10 min. kar | Widzów: 50 Sędzia główny: Ingeborg Holm-Rodal Sędziowie liniowi: Dana Ilić Hanna-Sophie Wacik |

| 31 stycznia 2023 | Belgia | 3:2 | Nowa Zelandia | Zimowy Pałac Sportu, Sofia |

| Szczegóły      | Szczegóły                                                                 | Szczegóły       | Szczegóły                              | Szczegóły                                                                             |
| -------------- | ------------------------------------------------------------------------- | --------------- | -------------------------------------- | ------------------------------------------------------------------------------------- |
| Godzina: 16:30 | C. Sommerschuh (PP) 17:16 L. Paulissen (PP) 27:52 L. Paulissen (EQ) 32:56 | (1:1, 2:1, 0:0) | 11:10 (EQ) I. Kemp 32:51 (EQ) K. Blong | Widzów: 80 Sędzia główny: Krysta Ansell Sędziowie liniowi: Hanna Persson Csilla Péter |
| Godzina: 16:30 | 4 min. kar                                                                |                 | 8 min. kar                             | Widzów: 80 Sędzia główny: Krysta Ansell Sędziowie liniowi: Hanna Persson Csilla Péter |

| 31 stycznia 2023 | Bułgaria | 2:3 pk. | Islandia | Zimowy Pałac Sportu, Sofia |

| Szczegóły      | Szczegóły                                    | Szczegóły                 | Szczegóły                                                                            | Szczegóły                                                                                    |
| -------------- | -------------------------------------------- | ------------------------- | ------------------------------------------------------------------------------------ | -------------------------------------------------------------------------------------------- |
| Godzina: 20:00 | M. Runewska (EQ) 23:15 P. Petrowa (EQ) 40:39 | (0:1, 1:1, 1:0, 0:0, 0:1) | 01:16 (EQ) E. Gardarsdottir 29:11 (EQ) E. Gardarsdottir 65:00 (GWG) E. Gardarsdottir | Widzów: 280 Sędzia główny: Mei See Diana Foo Sędziowie liniowi: Merve Arinci Natalie Bublova |
| Godzina: 20:00 | 10 min. kar                                  |                           | 2 min. kar                                                                           | Widzów: 280 Sędzia główny: Mei See Diana Foo Sędziowie liniowi: Merve Arinci Natalie Bublova |

| 1 lutego 2023 | Nowa Zelandia | 11:0 | Estonia | Zimowy Pałac Sportu, Sofia |

| Szczegóły      | Szczegóły | Szczegóły       | Szczegóły  | Szczegóły                                                                         |
| -------------- | --- | --------------- | ---------- | --------------------------------------------------------------------------------- |
| Godzina: 13:00 | K. Blong (PP) 04:40 N. Gordon (EQ) 06:51 K. Blong (EQ) 18:04 K. Blong (EQ) 29:15 K. Blong (EQ) 44:13 P. Bennetts (EQ) 44:32 K. Blong (EQ) 48:12 C. Hollyer (EQ) 51:06 K. Blong (EQ) 52:33 K. Blong (EQ) 55:29 K. Blong (EQ) 56:53 | (3:0, 1:0, 7:0) |            | Widzów: 40 Sędzia główny: Krysta Ansell Sędziowie liniowi: Dana Ilić Csilla Péter |
| Godzina: 13:00 | 2 min. kar |                 | 2 min. kar | Widzów: 40 Sędzia główny: Krysta Ansell Sędziowie liniowi: Dana Ilić Csilla Péter |

| 1 lutego 2023 | Bułgaria | 4:6 | Belgia | Zimowy Pałac Sportu, Sofia |

| Szczegóły      | Szczegóły                                                                                      | Szczegóły       | Szczegóły | Szczegóły |
| -------------- | ---------------------------------------------------------------------------------------------- | --------------- | --- | --- |
| Godzina: 16:30 | S. Asparuchowa (EQ) 10:18 M. Runewska (EQ) 23:49 M. Runewska (EQ) 31:42 M. Runewska (EQ) 55:57 | (1:1, 2:4, 1:1) | 13:11 (PP) A. Azitemina Kudidila 20:26 (EQ) A. Steeno 23:04 (EQ) N. Meulebrouck 25:18 (EQ) L. Paulissen 30:40 (EQ) A. Steeno 49:54 (EQ) C. Sommerschuh | Widzów: 490 Sędzia główny: Ingeborg Holm-Rodal Sędziowie liniowi: Ingibjörg Hjartardóttir Hanna-Sophie Wacik |
| Godzina: 16:30 | 39 min. kar                                                                                    |                 | 8 min. kar | Widzów: 490 Sędzia główny: Ingeborg Holm-Rodal Sędziowie liniowi: Ingibjörg Hjartardóttir Hanna-Sophie Wacik |

| 1 lutego 2023 | Kazachstan | 7:0 | Islandia | Zimowy Pałac Sportu, Sofia |

| Szczegóły      | Szczegóły | Szczegóły       | Szczegóły  | Szczegóły                                                                               |
| -------------- | --- | --------------- | ---------- | --------------------------------------------------------------------------------------- |
| Godzina: 20:00 | S. Zubkowa (EQ) 15:03 S. Zubkowa (EQ) 18:36 M. Nussupowa (PP) 21:09 A. Filimonowa (EQ) 27:56 S. Rakowskaja (EQ) 33:38 S. Zubkowa (EQ) 36:58 S. Rakowskaja (EQ) 57:32 | (2:0, 4:0, 1:0) |            | Widzów: 150 Sędzia główny: Karin Williner Sędziowie liniowi: Merve Arinci Hanna Persson |
| Godzina: 20:00 | 2 min. kar |                 | 8 min. kar | Widzów: 150 Sędzia główny: Karin Williner Sędziowie liniowi: Merve Arinci Hanna Persson |

Tabela
| Lp. | Zespół        | M | Pkt | Z | Zd | Pd | P | G+ | G- | +/− |
| --- | ------------- | - | --- | - | -- | -- | - | -- | -- | --- |
| 1   | Kazachstan    | 5 | 15  | 5 | 0  | 0  | 0 | 35 | 5  | +30 |
| 2   | Belgia        | 5 | 11  | 3 | 1  | 0  | 1 | 22 | 13 | +9  |
| 3   | Islandia      | 5 | 9   | 2 | 1  | 1  | 1 | 15 | 14 | +1  |
| 4   | Nowa Zelandia | 5 | 6   | 2 | 0  | 0  | 3 | 19 | 14 | +5  |
| 5   | Bułgaria      | 5 | 4   | 1 | 0  | 1  | 3 | 15 | 21 | -6  |
| 6   | Estonia       | 5 | 0   | 0 | 0  | 0  | 5 | 1  | 40 | -39 |

    = awans do Dywizji IIA     = utrzymanie w Dywizji IIB
Statystyki indywidualne
- Klasyfikacja strzelców:  Katya Blong
 Sofija Zubkowa: 13 goli[9]
- Klasyfikacja asystentów:  Anke Steeno: 6 asyst[10]
- Klasyfikacja kanadyjska:  Sofija Zubkowa: 18 punktów[11]
- Klasyfikacja kanadyjska obrońców:  Polina Jakowlewa: 5 punktów[12]
- Klasyfikacja +/−:  Sofija Zubkowa:+16[13]
- Klasyfikacja skuteczności interwencji bramkarzy:  Kira Pritsker: 92,86%[14]
- Klasyfikacja średniej goli straconych na mecz bramkarzy:  Zadia Paulse: 1,00
- Klasyfikacja minut kar:  Zornica Dikowa: 33 minuty[15]

Nagrody indywidualne
Dyrektoriat turnieju wybrał trójkę najlepszych zawodników, po jednym na każdej pozycji:
- Bramkarz:  Sofia Salamatina
- Obrońca:  Jirne Wagemans
- Napastnik:  Sofija Zubkowa